# Genealogía

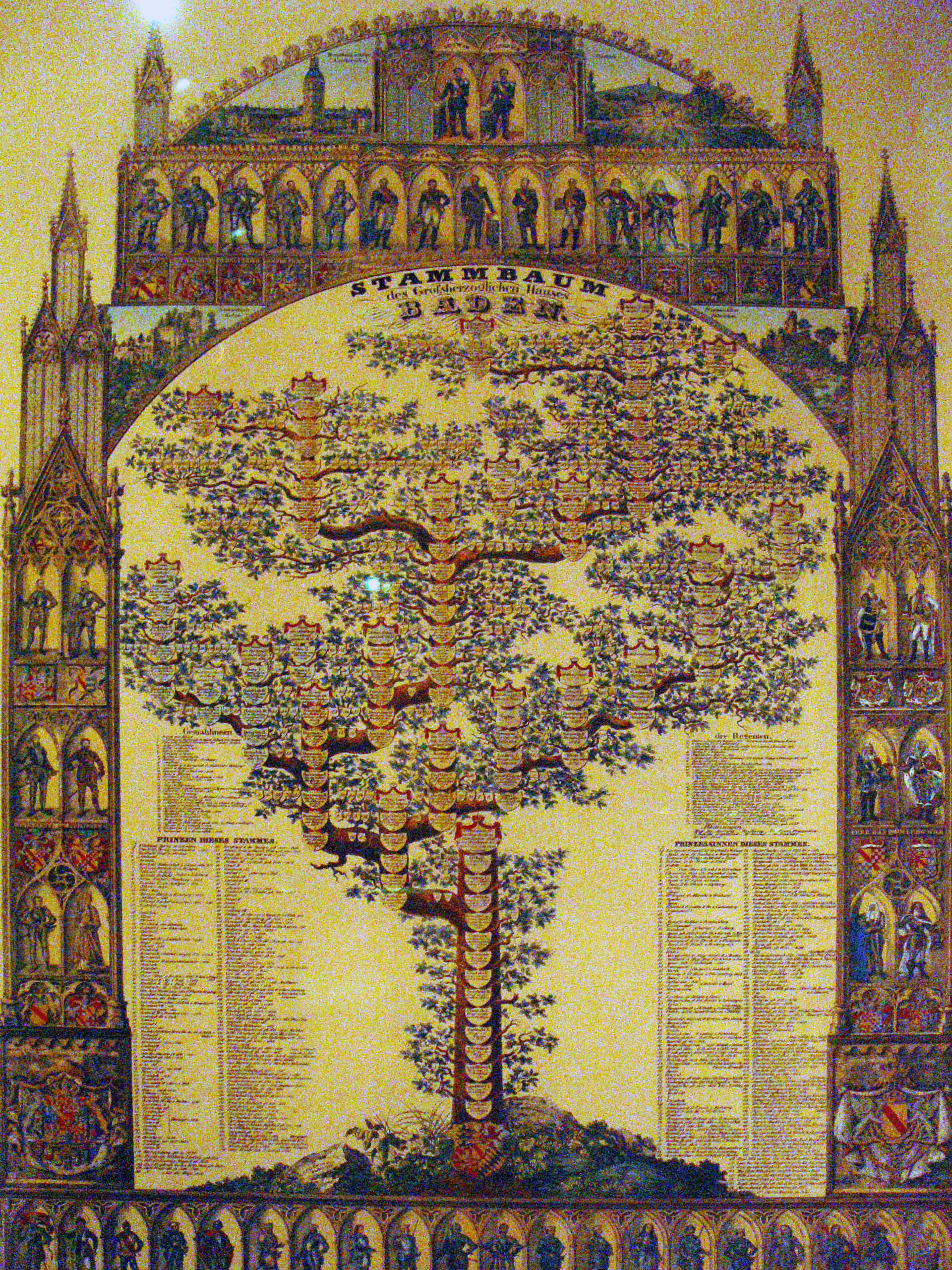
Antiguo árbol genealógico que solían poseer las familias nobles

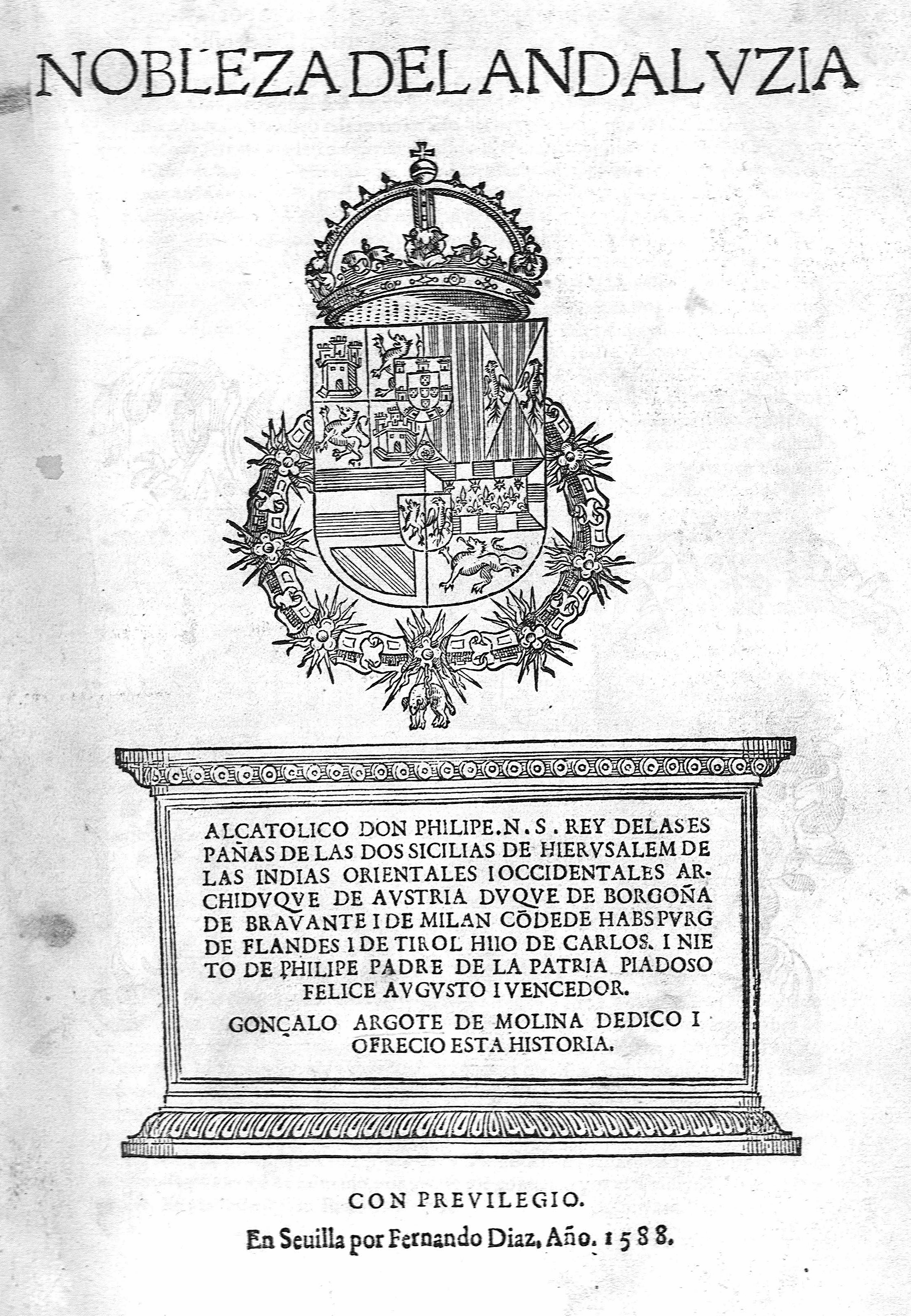
Portada de la Nobleza de Andalucía (Sevilla, Fernando Díaz, 1588), la obra cumbre del genealogista Gonzalo de Molina, que recoge un análisis de la genealogía de más de 500 linajes españoles

Genealogía (del latín genealogia, genos en griego: γενεά, genea: raza, nacimiento, generación, descendencia + logos λόγος, logia: ciencia, estudio) también conocida como historia familiar, es el estudio y seguimiento de la ascendencia y descendencia de una persona o familia. También se llama así al documento que registra dicho estudio expresado como árbol genealógico. La genealogía es una de las Ciencias Auxiliares de la Historia y es trabajada por un genealogista. El objetivo principal en genealogía es identificar todos los ascendientes y descendientes en un particular árbol genealógico y recoger datos personales sobre ellos. Como mínimo, estos datos incluyen el nombre de la persona y la fecha y/o lugar de nacimiento, matrimonio y muerte.
El registro de un trabajo genealógico puede presentarse como una "genealogía", una "historia familiar" o un "árbol genealógico". En sentido estricto, una "genealogía" o un "árbol genealógico" traza la descendencia de una persona, mientras que una "historia familiar" traza los antepasados de una persona, pero los términos suelen utilizarse indistintamente. Una historia familiar puede incluir información biográfica adicional, tradiciones familiares y similares.
La búsqueda de la historia y los orígenes familiares tiende a estar determinada por varios motivos, entre los que se incluyen el deseo de encontrar un lugar para la propia familia en el panorama histórico general, el sentido de la responsabilidad de preservar el pasado para las generaciones futuras y la autocomplacencia de contar historias con precisión. La investigación genealógica también se lleva a cabo con fines académicos o forense, o para rastrear a los parientes más próximos legales para heredar en virtud de las leyes de sucesión intestada.

## Descripción general

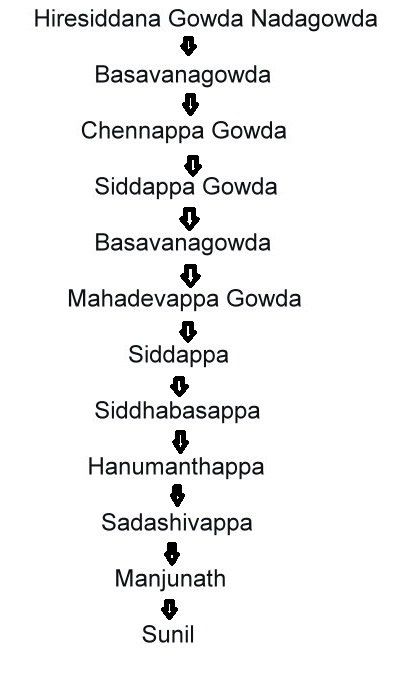
Patrilinaje de doce generaciones de un varón hindú lingayat de Karnataka central que abarca más de 275 años, representado en orden descendente

Los genealogistas aficionados suelen buscar su propia ascendencia y la de sus cónyuges. Los genealogistas profesionales también pueden investigar para otros, publicar libros sobre métodos genealógicos, dar clases o crear sus propias bases de datos. Pueden trabajar para empresas que proporcionan programas informáticos o producen materiales de utilidad para otros profesionales y aficionados. Ambos intentan comprender no sólo dónde y cuándo vivieron las personas, sino también sus estilos de vida, biografías y motivaciones. Esto a menudo requiere -o conduce a- el conocimiento de leyes anticuadas, antiguas fronteras políticas, tendencias migratorias y condiciones socioeconómicas o religiosas históricas.
Los genealogistas a veces se especializan en un grupo concreto, por ejemplo, un clan escocés; un apellido concreto, como en un estudio de un nombre; una pequeña comunidad, por ejemplo, un único pueblo o parroquia, como en un estudio de un lugar; o una persona concreta, a menudo famosa. La líneas de sangre de Salem es un ejemplo de grupo especializado en historia familiar. Acoge a miembros que puedan demostrar su ascendencia de un participante en los Juicios de las Brujas de Salem o que simplemente decidan apoyar al grupo.
Los genealogistas e historiadores de la familia suelen unirse a sociedades de historia familiar, donde los novatos pueden aprender de investigadores más experimentados. Estas sociedades suelen servir a una zona geográfica específica. Sus miembros también pueden indexar registros para hacerlos más accesibles o participar en actividades de defensa y otros esfuerzos para preservar los registros públicos y los cementerios. Algunas escuelas involucran a los estudiantes en este tipo de proyectos como medio para reforzar las lecciones sobre inmigración e historia. Otros beneficios incluyen historiales médicos familiares para familias con enfermedades hereditarias graves.
Los términos "genealogía" e "historia familiar" se utilizan a menudo como sinónimos, pero algunas entidades ofrecen una ligera diferencia en su definición. La Sociedad de Genealogistas del Reino Unido, aunque también utiliza los términos indistintamente, describe la genealogía como el "establecimiento de un pedigrí mediante la extracción de pruebas, a partir de fuentes válidas, de cómo una generación está conectada con la siguiente" y la historia familiar como "un estudio biográfico de una familia genealógicamente probada y de la comunidad y el país en el que vivieron".

## Proceso de investigación
La investigación genealógica es un proceso complejo que utiliza registros históricos y, en ocasiones, análisis genéticos para demostrar el parentesco. Las conclusiones fiables se basan en la calidad de las fuentes (idealmente, registros originales), la información que contienen (idealmente, información primaria o de primera mano) y las pruebas que pueden extraerse (directa o indirectamente) de esa información. En muchos casos, los genealogistas deben reunir hábilmente pruebas indirectas o circunstanciales para construir un caso de identidad y parentesco. Todas las pruebas y conclusiones, junto con la documentación que las respalda, se ensamblan después para crear una genealogía o historia familiar cohesionada.
Los genealogistas comienzan su investigación recopilando documentos e historias familiares. Esto crea una base para la investigación documental, que consiste en examinar y evaluar los registros históricos en busca de pruebas sobre los antepasados y otros parientes, sus lazos de parentesco y los acontecimientos que tuvieron lugar en sus vidas. Por regla general, los genealogistas empiezan por el presente y retroceden en el tiempo. El contexto histórico, social y familiar es esencial para lograr una correcta identificación de los individuos y las relaciones. La cita de fuentes también es importante cuando se lleva a cabo una investigación genealógica. Para llevar un registro del material recopilado, se utilizan hojas de grupos familiares y cartas genealógicas. Antes se escribían a mano, pero ahora se pueden generar mediante software genealógico.

## Fuentes de información

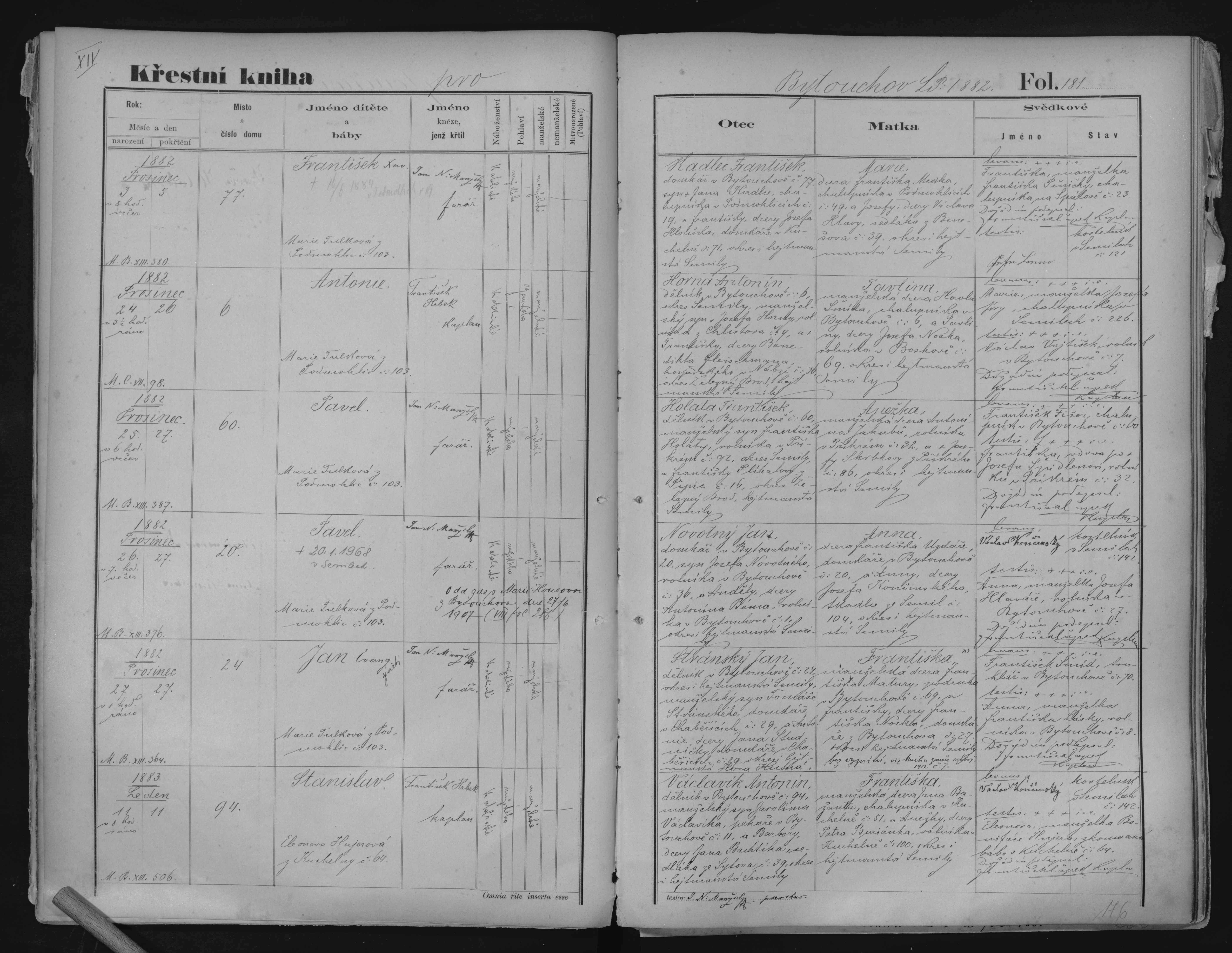
Página 181 del libro de registros 5674. Archivo Estatal de Zámrsk.